# Prækambrium
Prækambrium (eller kryptozoikum) er Jordens eneste superæon – og den omfatter de tre ældste æoner. Prækambrium begynder med Jordens dannelse for omkring 4.570 millioner år siden, og denne superæon slutter med omfattende mængder af makroskopiske hårdskalsfossiler, hvilket markerer begyndelsen af perioden kambrium i den yngste æon, Phanerozoikum, for omkring 542 millioner år siden. Forbavsende lidt er kendt om Prækambrium, på trods af at Prækambrium tidsmæssigt udgør 8/9 af Jordens historie, og den smule, der er kendt, er blevet opdaget i de sidste 40-50 år.

## Fra Jordens dannelse og indtil første fundne livstegn
Det formodes, at Jorden selv dannedes af materiale i bane omkring stjernen Solen for 4,567 milliarder år siden og muligvis er blevet ramt af Theia (en hypotetisk planet på størrelse med Mars) kort efter Jordens dannelse, hvilket formodentlig har forårsaget løsrivelsen af tilstrækkeligt materiale til at danne Månen. En stabil jordskorpe formodes at have været til stede for 3,8 milliarder år siden, da de ældste jordiske klipper og sten er dateret hertil. Ifølge studier af tidevandssekvenser i det sydlige Australien, havde Jordens år i sen Prækambrium for 620 millioner år siden: 13,1 måneder (±0,5); 400 døgn (±7) og afstanden mellem Jorden og Månen var 371.000 km (±7.000).

## Første fundne livstegn og livets udvikling
Det vides ikke, hvornår livet begynder, men man har fundet kulstof i 3.800 millioner år gamle sten (granulit facies gnejs) og klipper fra øer ud for det vestlige Grønland (Isua-sten), som regnes for at have organisk oprindelse på baggrund af deres kulstofisotopsammensætning. Velpræserverede bakterier ældre end 3.460 millioner år er blevet fundet i flint i Warrawoona i det vestlige Australien. Man har fundet fossiler, som formodentlig er 100 millioner år ældre i samme område. Der er temmelig gode kilder, der viser, at der har været liv i resten af Prækambrium.
Med undtagelse af nogle få kontroversielle rapporter om fund af ældre livsformer fra Texas og Indien ser det ud til, at de første komplekse flercellede livsformer dukker op for omkring 600 millioner år siden. Man har i Canada fundet det tidligste eksempel på komplekst flercellet liv, en fasthæftet, lodretstillet rødalge Bangiomorpha pubescens, dateret til at være 1.200 millioner år gammel (±24 mill. år). Denne er samtidig den første kønnede organisme – og kønnethed anses derfor at være forudsætning for kompleks flercellethed. Temmelig mange forskellige blødkropsformer er kendt fra flere steder verden over, fra omkring 600-542 millioner år siden. Denne tidsperiode bliver henført til Ediacara. Hårdskallede skabninger dukker op mod periodens slutning for 600 millioner år siden.

## Jordens skorpeudvikling
Jordens pladetektonik er kun sparsomt kendt fra prækambrium. Det antages, at størsteparten af Jordens landmasser blev samlet i et superkontinent for 1.000 millioner år siden. Det formodede superkontinent er kendt som Rodinia og brød op for omkring 600 millioner år siden. Nogle istider er blevet dateret til at gå så langt tilbage som til den Huronianske epoke for omkring 2.200 millioner år siden. Den bedst undersøgte er Sturtian-Varangian-istiden fra omkring 600 millioner siden, som sikkert har dækket Jorden med is helt til Ækvator, hvilket har fået kloden til at ligne en snebold.
Formodede kontinentudvikling – ca. tidspunkter:
- 3 milliarder år siden: Ur dannes som det første kontinent.
- 2,5 milliarder år siden: Arctica dannes.
- 2,1-2,0 milliarder år siden: Atlantica dannes.
- 1,8 milliarder år siden: Nena dannes.
- 1,8-1,5 milliarder år siden: Columbia (andre navne: Nuna, Hudsonland, nu Hudsonia) – formodet.
- 1,8-1,1 milliarder år siden: Rodinia.
- 600-500 millioner år siden: Gondwanaland.

## Atmosfærens udvikling
Den tidlige Jords atmosfære er dårligt kendt, men den formodes at have indeholdt kvælende, usunde gasser og har kun indeholdt yderst små mængder fri oxygen (ilt). Den unge planet havde en rødlig nuance, og dens verdenshave formodes at have været olivengrønne. Mange grundstoffer, der bliver uopløselige, når de udsættes for ilt og derfor ikke findes i havene i dag, formodes at have været til stede i verdenshavene i deres reducerede form i flere hundrede millioner år efter Jordens dannelse. Det kan forklare, at livsformer ofte er afhængige af nu svært tilgængelige grundstoffer (specielt jern, hvor den reducerede form, Fe2+, er letopløselig, mens det oxiderede Fe3+ fælder ud som blandet oxid og hydroxid). Da livet udviklede sig og begyndte at anvende solbaseret fotosyntese for ca. 3.700 millioner år siden, blev der dannet oxygen i store mængder. Oxygenet blev hurtigt bundet i kemiske reaktioner, primært med jern, indtil den oxidérbare del af jordskorpen blev mættet. Det ses i dag som båndede jernaflejringer (BIF). Af mineraler som kan optage og gemme ilt er der f.eks. majorite.

For 1.800 millioner år siden dannedes Jordens oxygenrige atmosfære og sikkert også et ozonlag, som skærmer overfladen mod skadelig UVB og UVC, der sikkert tidligere har trængt 0,5..1 m ned i verdenshavene og vanskeliggjort liv her. For 1.600 millioner år siden dukker komplekse, encellede livsformer op, (eukaryoter). De første flercellede livsformer, bl.a. svampe og ormelignende dyr, dukker op imod slutningen af prækambrium i Ediacara for mellem 635 og 542 millioner år siden .

## Geologisk tidsinddeling
Superæonen Prækambrium opdeles i 3 æoner:
- Æon Proterozoikum (2.500 – 542 millioner år siden.
  - Neoproterozoikum – Omkring 542-900 millioner siden. Moderne brug lader til kun at gabe over et kortere tidsinterval: 542-600 millioner år siden. Svarer til "prækambrium Z" klipper af den ældre nordamerikanske geologi.
    - Ediacara. Marts 2004 gav International Union of Geological Sciences officielt denne tidsperiode dette navn. Periodens begyndelse svarer til en speciel stratigrafisk grænse fra omkring 620 millioner år siden. Perioden slutter med begyndelsen af Kambrium for 542 millioner år siden.

  - Mesoproterozoikum. Omkring 900-1.600 millioner år siden. Svarer til prækambrium Y klipper fra den ældre nordamerikanske geologi.
  - Paleoproterozoikum. Omkring 1.600-2.500 millioner år siden. Svarer til prækambrium X klipper af den ældre nordamerikanske geologi.
- Æon Arkæikum. Omkring 3.800 – 2.500 millioner år siden.
- Æon Hadal. Ældre end 3.800 millioner år. Denne term er defineret til at dække tidsperioden, fra før jordisk klippemateriale blev bevaret, mens de fleste meteoritter er ældre end 3.800 millioner år.